# Linha do Côa
A Linha do Côa foi um caminho de ferro planeado mas nunca construído, que deveria ter ligado a Linha do Douro à Linha da Beira Alta, em Portugal.

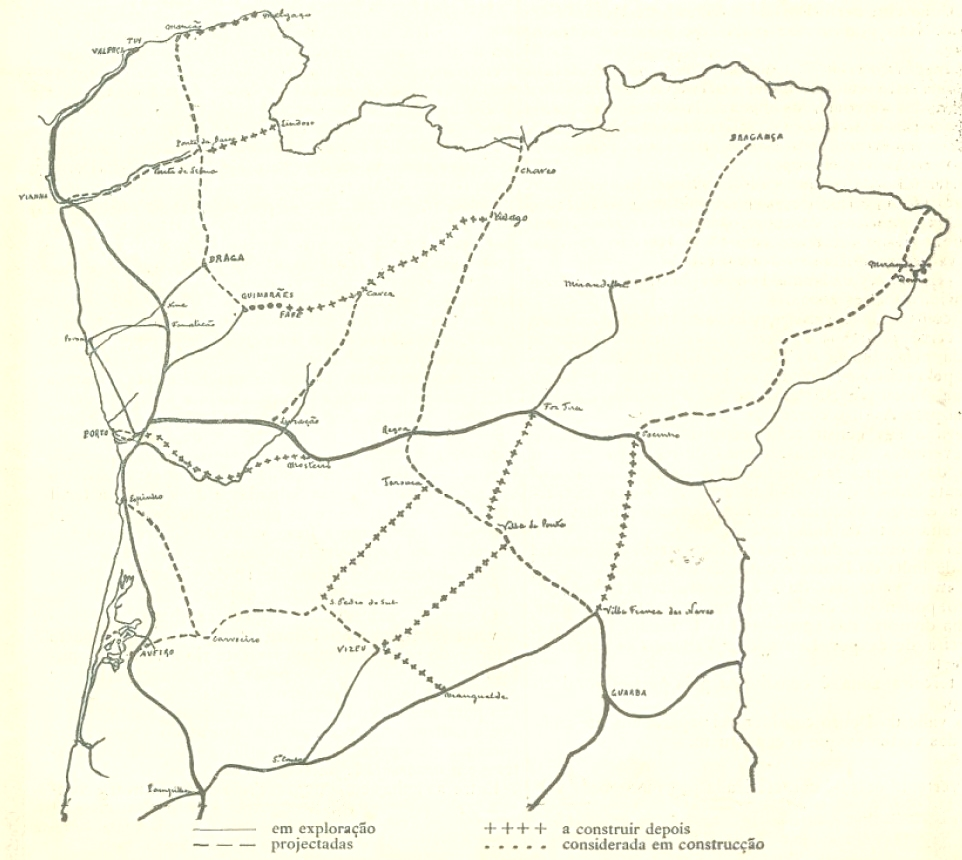
Mapa do plano de 1900, mostrando o projecto de V. F. Naves ao Pocinho.

## História

### Primeira fase
A Gazeta dos Caminhos de Ferro de 16 de Julho de 1897 reportou que o Ministro da Fazenda tinha apresentado um projecto de lei às câmaras, relativo à construção de novos caminhos de ferro, incluindo um que iria ligar as linhas da Beira Alta e do Douro, seguindo os rios Távora ou Coa. O preço quilométrico para a construção deste ramal deveria ser determinado por um orçamento a aprovar pelo governo, não podendo ser superior a 35:000$000. No entanto, quando foi criada uma comissão técnica para estudar os projectos para o futuro plano da rede ferroviária, esta linha não fazia parte das recomendações da comissão, que defendeu em vez disso a construção das linhas de Régua a Vila Franca das Naves e de Viseu a Foz Tua. Ainda assim, a Linha do Pocinho a Vila Franca das Naves foi inserida no Plano da Rede Complementar ao Norte do Mondego, decretado em 15 de Fevereiro de 1900, utilizando via métrica. Porém, era considerada de menor importância, uma vez que se previa que teria uma procura muito reduzida, servindo principalmente para continuar a futura Linha do Sabor até à Linha da Beira Alta e à planeada linha até à Régua.

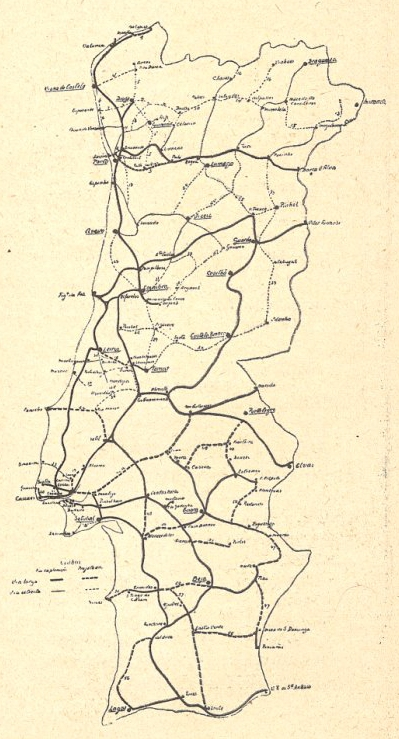
Mapa do plano de 1930, com o projecto da Linha do Côa.

### Segunda fase
Em 1927, foi formada uma comissão técnica para elaborar os estudos preparatórios para a revisão do plano ferroviário nacional, e propor novas linhas e alterações aos projectos já existentes. Uma das linhas sugeridas era a do Pocinho a Vila Franca das Naves por Foz Coa, tendo as autoridades militares aconselhado o uso de via métrica, enquanto que o Conselho Superior de Caminhos de Ferro aceitava esta bitola apenas se os interesses estratégicos fossem superiores aos económicos. Com efeito, devido ao traçado quase paralelo com a fronteira, esta linha causava receios do ponto de vista da defesa nacional. Por outro lado, se a linha fosse de via estreita, poderia ser considerada como um prolongamento da Linha do Sabor, e ligar-se depois por outra linha até à Nazaré, formando uma grande rede transversal. Esperava-se que as obras se iniciassem após a conclusão da Linha do Sabor. No Plano Geral da Rede Ferroviária, publicado pelo Decreto n.º 18:190, de 28 de Março de 1930, a Linha do Côa ficou classificada como sendo de via estreita, ligando o Pocinho a Idanha-a-Nova, passando por Pinhel, Guarda, Sabugal e Penamacor. Na Idanha ligava-se à Linha da Sertã, que deveria terminar na Nazaré. Caso tivesse sido construída, a Linha do Coa teria uma extensão aproximada de 183 Km, desde o Pocinho até à Idanha.
Num artigo publicado na Gazeta dos Caminhos de Ferro de 1 de Janeiro de 1954, o escritor José da Guerra Maio defendeu a construção da linha, embora tenha apontado que a via férrea não deveria seguir sempre as margens do rio Coa, que era muito pedregosa e por isso dificultaria as obras, nem as do Rio Massueime, como já tinha sido sugerido. A linha, de bitola larga, deveria sair da estação do Côa e ir até Vila Franca das Naves, ou então abandonar o rio cerca de 10 a 15 km antes da foz, e seguir pelo planalto do Ribacoa até Vilar Formoso. Esta zona seria de fácil construção, sendo apenas necessário um curto túnel para atravessar a Serra da Marofa. Seguindo esta última opção, não só ficariam unidas as linhas do Douro e da Beira Alta, mas também seria criada uma ligação entre o Porto e Salamanca alternativa à de Barca de Alva, que estava condenada a desaparecer devido aos grandes custos de substituição das pontes metálicas. Esta linha daria um grande impulso à procura turística do Douro, já que podiam ser criados comboios directos até ao Porto, com ligação ao Sud Express em Vilar Formoso. Embora o percurso ficasse mais longo do que por Barca de Alva, a diferença no tempo seria compensada pelas obras que estavam a ser feitas na linha de Vilar Formoso a Medina del Campo. Em 1956, os horários dos comboios internacionais em Barca de Alva deixaram de estar concertados com os da Linha do Douro, obrigando os passageiros a ficarem naquela estação durante um dia, ou então a utilizarem o transporte rodoviário até à estação de Vilar Formoso, situação que revelou a falta que fazia uma linha que ligasse directamente a Linha do Douro à da Beira Alta.

### Terceira fase
Em 16 de Dezembro de 1968, a Gazeta dos Caminhos de Ferro noticiou que o Gabinete de Estudos e Planeamento de Transportes Terrestres já tinha concluído um estudo sobre uma linha do Pocinho a Vila Franca das Naves, projecto que surgiu numa altura em que o governo estava a investir fortemente nas infraestruturas básicas, como estradas e abastecimento de água, no Distrito da Guarda.